# Chyrsowo (obwód Razgrad)
Chyrsowo (bułg. Хърсово) – wieś w Bułgarii, w obwodzie Razgrad, w gminie Samuił. W 2023 roku liczyła 502 mieszkańców.